# Naudinia glabra
Naudinia glabra là một loài thực vật có hoa trong họ Mua. Loài này được (G. Forster) Decne. mô tả khoa học đầu tiên năm 1866.